# Административно деление на Финландия
Административното деление на Република Финландия включва 19 области, наречени maakunta на финландски и landskap на шведски, eanangoddi на северносаамски, eennâmkodde на инари-саамски и mäddkåʹdd на сколт-саамски, и 6 провинции (ляни, на фински: lään). Всяка провинция се управлява от провинциално правителство, начело с назначаван от президента, губернатор. Максималният срок, който губернаторът може да заема поста, е 8 години. Областите се управляват от областни съвети.
От 1831 година до административната реформа от 1997 година административно страната е разделена на 12 провинции. След Зимната война и Втората световна война голяма част от Виборгската провинция е отнета на Финландия и присъединена към Съветския съюз.
По-нисшата административно териториална единица след провинцията е общината (кунта на фински: kunta). Към 2005 година в страната има 444 общини, като от 1995 година законът не прави разлика между градски и селски общини и всяка от тях може да вземе самостоятелно решение как да се самоопределя – градска или селска община.